# Campionati europei di beach volley 2014
I Campionati europei di beach volley 2014 si sono svolti dal 3 all'8 giugno 2014 a Quartu Sant'Elena in Italia.

## Podi
| Evento                      | Oro                                               | Argento                                     | Bronzo                                  |
| Torneo maschile (dettagli)  | Italia Paolo Nicolai Daniele Lupo                 | Lettonia Aleksandrs Samoilovs Jānis Šmēdiņš | Austria Clemens Doppler Alexander Horst |
| Torneo femminile (dettagli) | Paesi Bassi Madelein Meppelink Marleen van Iersel | Svizzera Tanja Goricanec Tanja Hüberli      | Germania Laura Ludwig Kira Walkenhorst  |

## Medagliere
| Posizione | Nazione     | Oro | Argento | Bronzo | Totale |
| --------- | ----------- | --- | ------- | ------ | ------ |
| 1         | Italia      | 1   | 0       | 0      | 1      |
| 1         | Paesi Bassi | 1   | 0       | 0      | 1      |
| 3         | Lettonia    | 0   | 1       | 0      | 1      |
| 3         | Svizzera    | 0   | 1       | 0      | 1      |
| 5         | Germania    | 0   | 0       | 1      | 1      |
| 5         | Austria     | 0   | 0       | 1      | 1      |
| Totale    | Totale      | 2   | 2       | 2      | 6      |